# Polypedates zed
Polypedates zed es una especie de anfibios anuro de la familia Rhacophoridae que habita en Nepal y, quizá, también en India. 